# Mallory Park

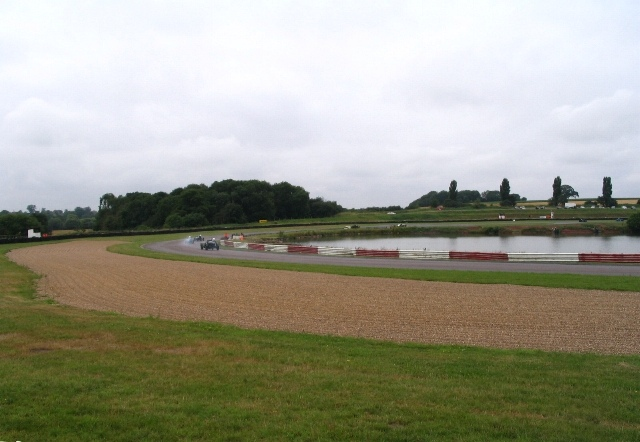
Gerard's Bend

Mallory Park is een racecircuit in het Verenigd Koninkrijk. Het ligt in het dorp Kirkby Mallory ten noordwesten van de A47 tussen Leicester en Hinkley. Het is met een maximale lengte van 2,269 km (voor de Superbikes) een van de kortste permanente circuits van Engeland. 

## Het circuit
Het circuit wordt rechtsom ("met de klok mee") gereden en kent een aantal verschillende configuraties, afhankelijk van de klasse die verreden wordt, maar ze zijn allemaal gebaseerd op een 1 mijl lange ovaal met daaraan toegevoegd de circuitdelen van en naar de noordelijk gelegen 180° "Shaw's Hairpin". Aan de zuidkant ligt de lange rechter bocht die "Gerard's Bend" heet, ongeveer 600 meter lang is en 200° bestrijkt. Deze bocht is genoemd naar de lokale coureur Bob Gerard, die het circuit op 25 april 1956 opende. 
Het binnenveld van het circuit is grotendeels gevuld met twee meertjes. Ondanks de beperkte lengte en de krappe Shaw's Hairpin (de krapste bocht in het Verenigd Koninkrijk) is Mallory Park een snel circuit. Daarom worden er voor motorraces chicanes gebruikt. Aan het einde van het rechte stuk ligt een linker chicane, die "Edwina's" heet, naar de voormalige directeur van het circuit, Edwina Overend. Achter Shaw's Hairpin ligt de "Bus Stop" om de snelheid terug te brengen voor de blinde linker bocht Devil's Elbow, die ook nog een verkeerde verkanting heeft. In 2003 werd aan het einde van Gerard's Bend een extra bochtencomplex toegevoegd, om de snelheid bij het ingaan van Edwina's te beperken. 
Charlie's en Stapleton's moeten voorkomen dat de snelheid daar te hoog ligt, voorals als de motorcoureurs moeten dringen om Edwina's in te gaan. 
Mallory Park heeft geen permanente garages, maar wel een klein aantal open pitboxen. 

## Geschiedenis

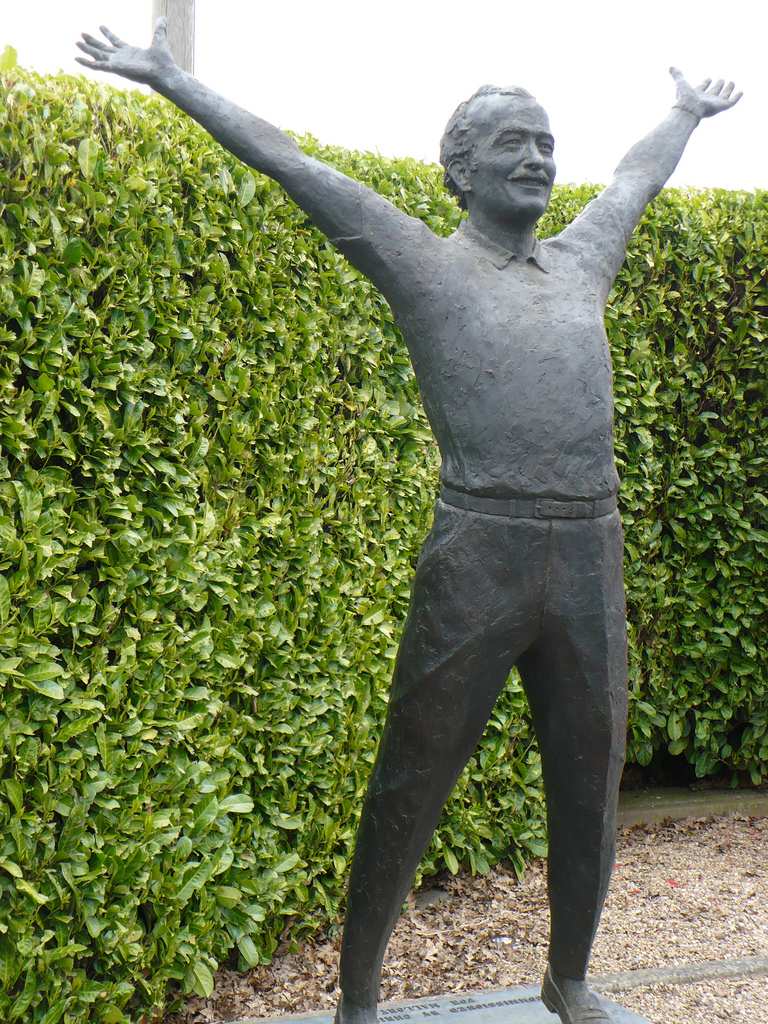
Beeld van Colin Chapman, de oprichter van het merk Lotus bij de ingang van het circuit bij de Hairpin. Op en rond het circuit staan ook nog standbeelden van John Surtees, Mike Hailwood en Jim Clark

Het landgoed Mallory Park kende een Angelsaksische verdedigingsgracht die tegenwoordig bekend is als "Kirkby Moats". Door het landgoed loopt een Romeinse weg. In 1762 werd Sir Cleoberry Noel burggraaf van Wentworth en toen Lord Byron door zijn huwelijk lid werd van de Wentworth familie schreef hij mogelijk onder een Libanonceder die nog steeds op de grond bij Kirkby Hall staat. De laatste bewoner van Kirkby Hall was Herbert Clarkson. Na zijn overlijden in 1941 werd het landgoed verkocht. 
Tijdens de Tweede Wereldoorlog werd het omgebouwd tot het Royal Air Force Station Kirkby Mallory, een nood-landingsveld dat in 1947 werd gesloten. Toen werd er een drafbaan aangelegd, die in het huidige circuit nog als het ovale deel zichtbaar is. Na het faillissement van de drafclub werd de baan gehuurd door een aantal motorclubs die de baan gebruikten voor grasbaanraces en zijspanraces. Kirkby Hall was een groot huis dat in 1952 werd gesloopt, waarbij de stallen en het koetshuis bleven staan. Die herbergen tegenwoordig de circuit-kantoren, werkplaatsen, een hotel, een pub en een restaurant. Het landgoed werd in 1953 geveild en gekocht door de heer Moult uit Derby. Hij wilde paardenrennen organiseren op de ongebruikte drafbaan, maar tot 1954 werden er in elk geval nog wedstrijden met motorfietsen gereden. 

### Jaren vijftig
In 1955 werd het park gekocht door Clive Wormleighton, die in 1956 de baan voor £ 60.000 liet asfalteren. Op 26 april 1956 werd er een testrace gereden door Bob Gerard met een Cooper-Bristol Formule 2-auto en Maurice Cann met een Moto Guzzi motorfiets. Gerard haalde toen al een snelheid van ruim 130 km/h. Op 29 april organiseerde de Leicester Query Club een motorrace. Bij de officiële opening op 13 mei waren al ruim 20.000 toeschouwers aanwezig. Toen werd er opnieuw een motorrace georganiseerd, met 248 deelnemers. George Salter won de race met een Norton. De eerste auto's verschenen pas op 20 mei (1e pinksterdag) tijdens een race van de Nottingham Sports Car Club. Deze race werd gewonnen door D. Rees met een Austin. Rond 1958 liet Wormleighton de meertjes aanleggen. Door het aanbrengen van een sluisje werd het water van een beek tot de meertjes toegelaten. In 1958 werd voor het eerst de "Race of the Year" gereden. 

### Jaren zestig
Tot 1962 leidde Clive Wormleighton het circuit, maar toen werd het verkocht aan de Grovewood Securities. Wormleighton bleef echter als adviseur aan het circuit verbonden tot september 1962. In juni van dat jaar werd er een race voor Formule 1-auto's gereden, buiten het wereldkampioenschap om. Deze werd gewonnen door John Surtees met een Lola Mk 4. Surtees had nu op Mallory Park zowel met een motorfiets als met een auto gewonnen. In de volgende jaren werd er veel geld geïnvesteerd in het circuit. Er kwamen nieuwe tribunes, pers- en tijdwaarnemersboxen. Ook het circuit zelf werd verbeterd en de Daily Mail nam de sponsoring van de Race of the Year en de Sidecar Race of the Year op zich. 
Onder het beheer van Grovewood Securities beleefde het circuit veel successen in de jaren zestig en -zeventig. Tijdens de pinksterraces van 1964 reed Jochen Rindt een nieuw ronderecord nadat hij eerst aan Denny Hulme gevraagd had of hij een rondje achter hem mocht rijden om de baan te leren kennen. 

### Jaren zeventig
Gedurende de jaren zestig en -zeventig werden de belangrijkste Britse kampioenschapsraces op Mallory Park gereden, maar soms ook races voor Europese kampioenschappen. Het wereldkampioenschappen wielrennen 1970 startte en finishte op Mallory Park. In 1971 organiseerde men voor het eerst de Anglo-American Match Races, een teamwedstrijd tussen Britse en Amerikaanse motorcoureurs die in het paasweekeinde werd gehouden op drie circuits: Brands Hatch, Mallory Park en Oulton Park. Op 18 mei 1975 gaven de Bay City Rollers een concert op een podium dat in een van de meertjes was opgebouwd. 

### Jaren tachtig
Rond 1983 zette Grovewood Securities het park te koop. Men had veel geld uitgegeven aan het verbeteren van Brands Hatch (ook eigendom van Grovewood) dat men op Grand Prix-niveau gebracht had. Bovendien werd Donington Park heropend, en dat lag slechts 30 km van Mallory Park. Daardoor verwachtte men veel concurrentie en dus ook minder wedstrijden. Bovendien dreigde men beperking opgelegd te krijgen met betrekking tot het aantal races en was er vergunning verleend om 30 woningen op het landgoed te bouwen. Toen de sluiting van het circuit dreigde benaderde Edwina Overend, de wedstrijdsecretaris van het Midlands Centre van de British Racing and Sports Car Club  (BRSCC) coureur Chris Meek met plannen om het te kopen. Meek was coureur maar ook zakenman. Hij kocht het circuit in 1982 en op 29 mei 1983 werd er een race gereden door de 750 Motor Club. Er werd weer volop geracet, tot het gemeentebestuur in december 1985 geluidsbeperkende maatregelen oplegde waardoor er nog slechts 40 dagen per jaar gereden mocht worden. Bovendien mocht er op zondagen en na 18.00 uur niet geracet worden. 

### Jaren negentig
Vanaf halverwege de jaren negentig werd er ook met EuroCars geracet. Dit waren V6 en V8 auto's die opgewaardeerd waren van de stock car circuits. Omdat ze altijd tegen de klok in reden werd dat op het ovale deel van Mallory Park ook gedaan. Jaarlijks werd het "Festival of Sidecars" georganiseerd. Hier mochten uiteraard zijspancombinaties aan deelnemen, maar er waren ook klassen voor driewielige auto's zoals die van Morgan. 

## Records
De "Ton" (een ronde met een gemiddelde snelheid van meer dan 100 mijl per uur (≈161 km/u)) was op alle Britse circuits een magische grens, maar op een kort circuit met een haarspeldbocht was deze uiteraard moeilijk te halen. Het duurde dan ook tot 1966 dat Denny Hulme met een Lola T70 een ronde van 102,1 mph reed. In 1968 reed Roy Pike 101,25 mph met een Titan Formule 3 auto. Door de komst van de grote Formule 5000 en Formule 1 motoren werd het record steeds verbeterd, tot Ricardo Zunino in 1979 121,32 mph (195,25 km/u) haalde met een Arrows A1. Pas in 1988 reed Vincenzo Sospiri 100,41 mph met een Formule Ford, een Van Diemen RF88.
Op het ovale circuit, zonder de hairpin, staat het record sinds mei 1995 op naam van Ian Fewings met een Ford Mondeo. Hij reed 106,51 mph. 
Bij de motorfietsen staat het record op 97,599 mph. Dat werd gereden tijdens de Race of the Year van 2008 door Tom Sykes met een 1.300 cc Suzuki. 

## Motorcross-circuit

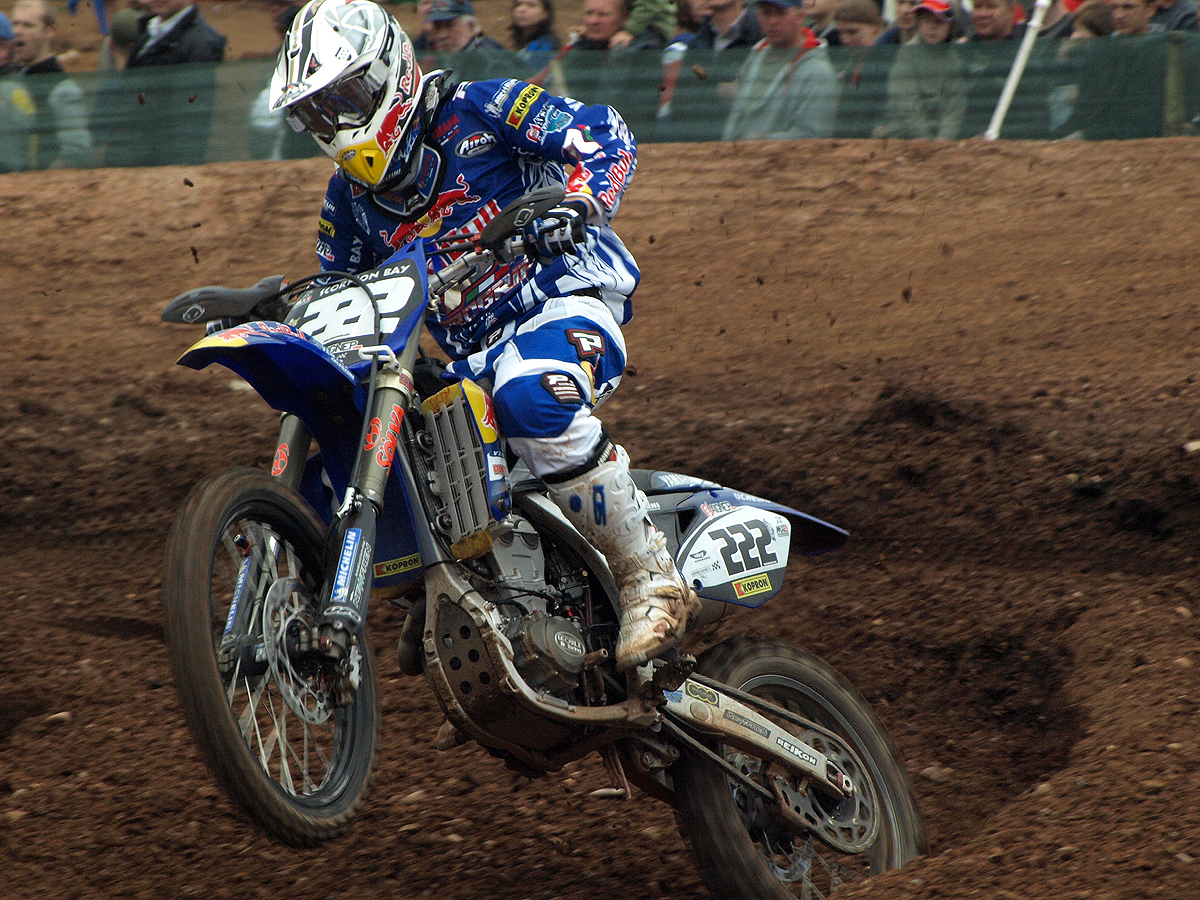
Antonio Cairoli wint met een Yamaha YZ 250 F, de MX2 klasse op Mallory Park in 2008

Aan de zuidzijde van het asfaltcircuit ligt een crossbaan, waar in 2008 en 2009 de Britse ronde van het wereldkampioenschap MX2 gehouden werd. 

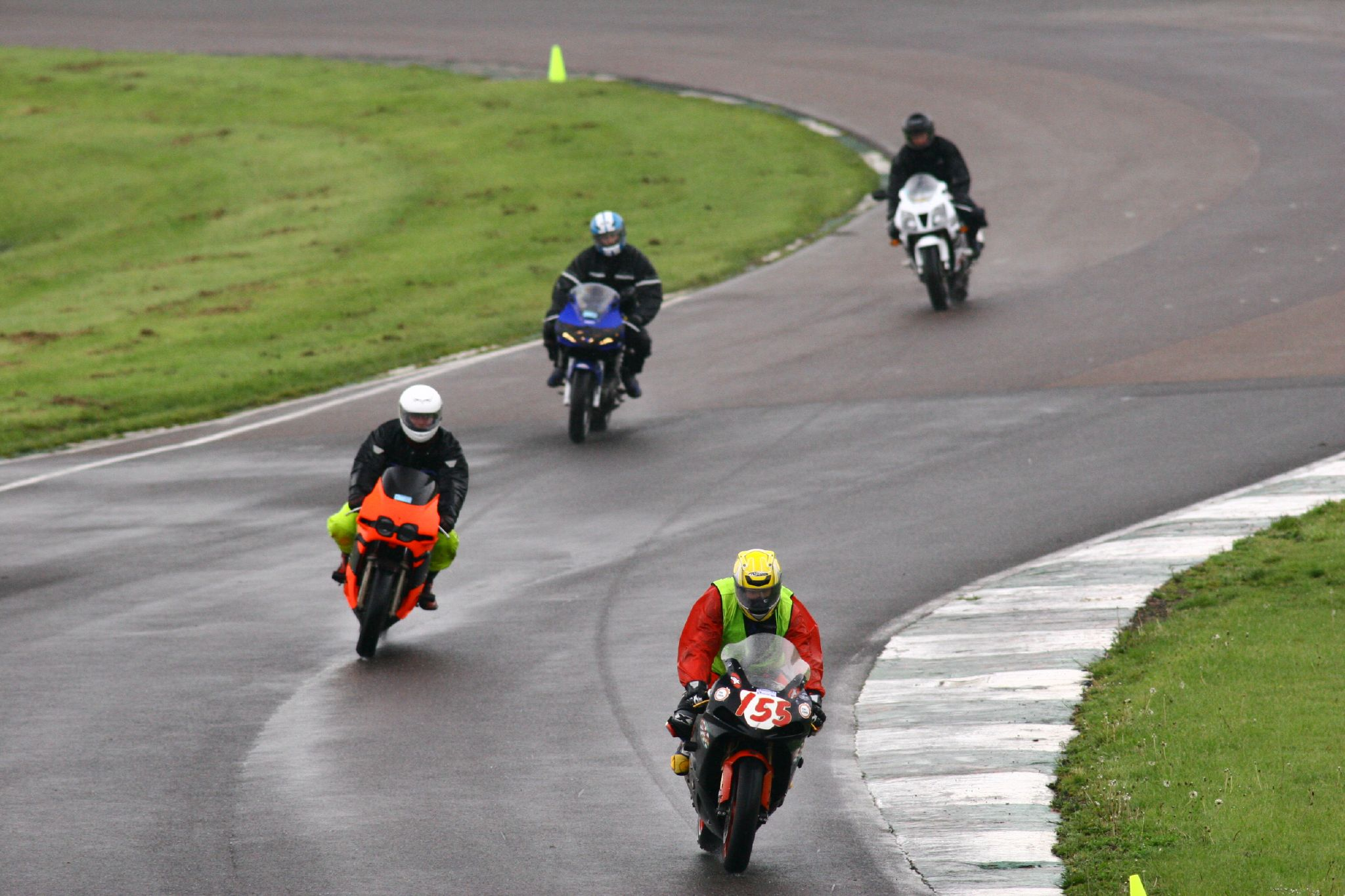
Motorrijders tijdens een circuitdag bij de John Couper Esses
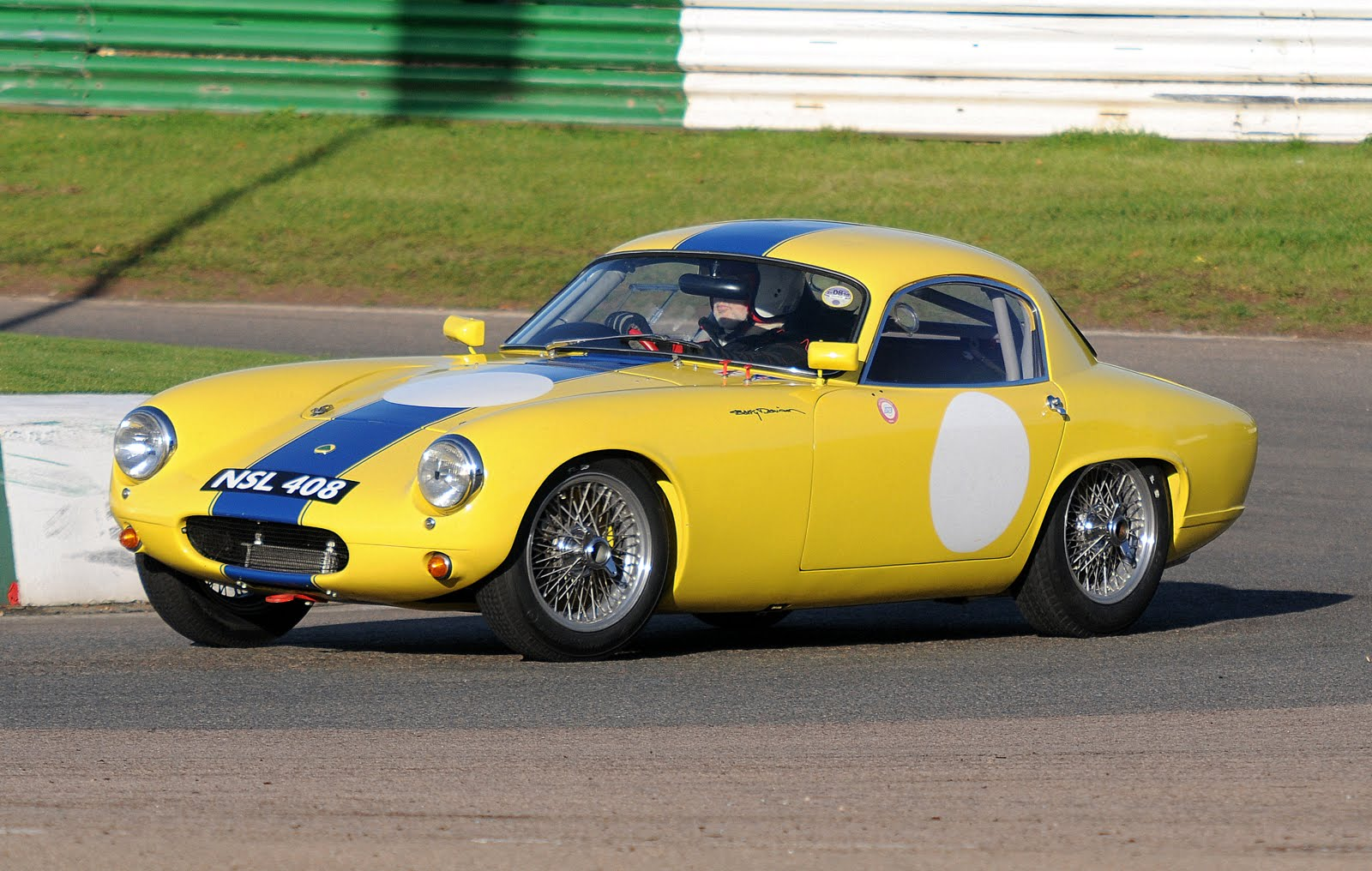
Een Lotus Elite bij de hairpin in november 2009.
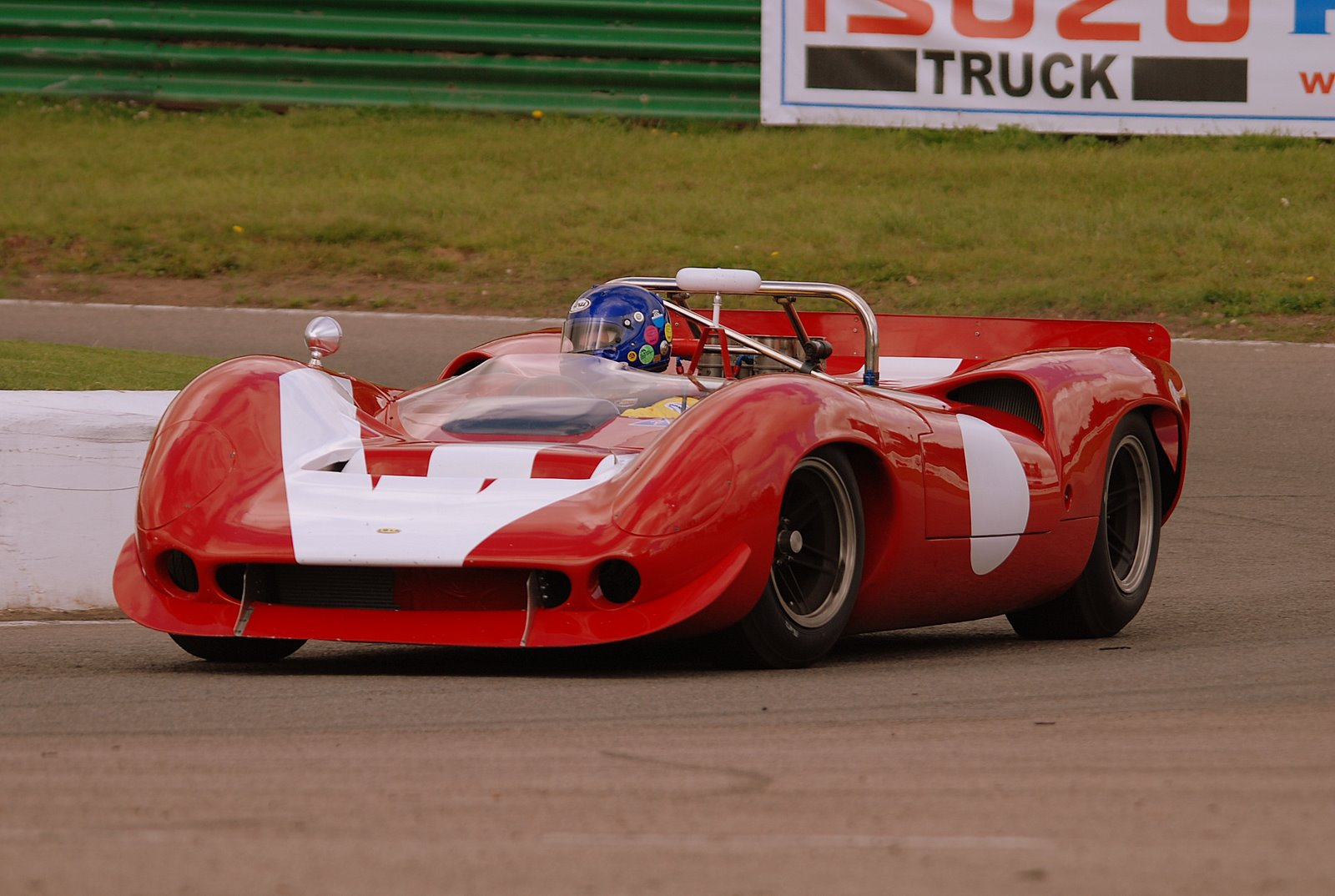
Lola T70 Spyder tijdens een test op Mallory Park in oktober 2007